# Sankt-Nikolai-Kirche (Glindenberg)

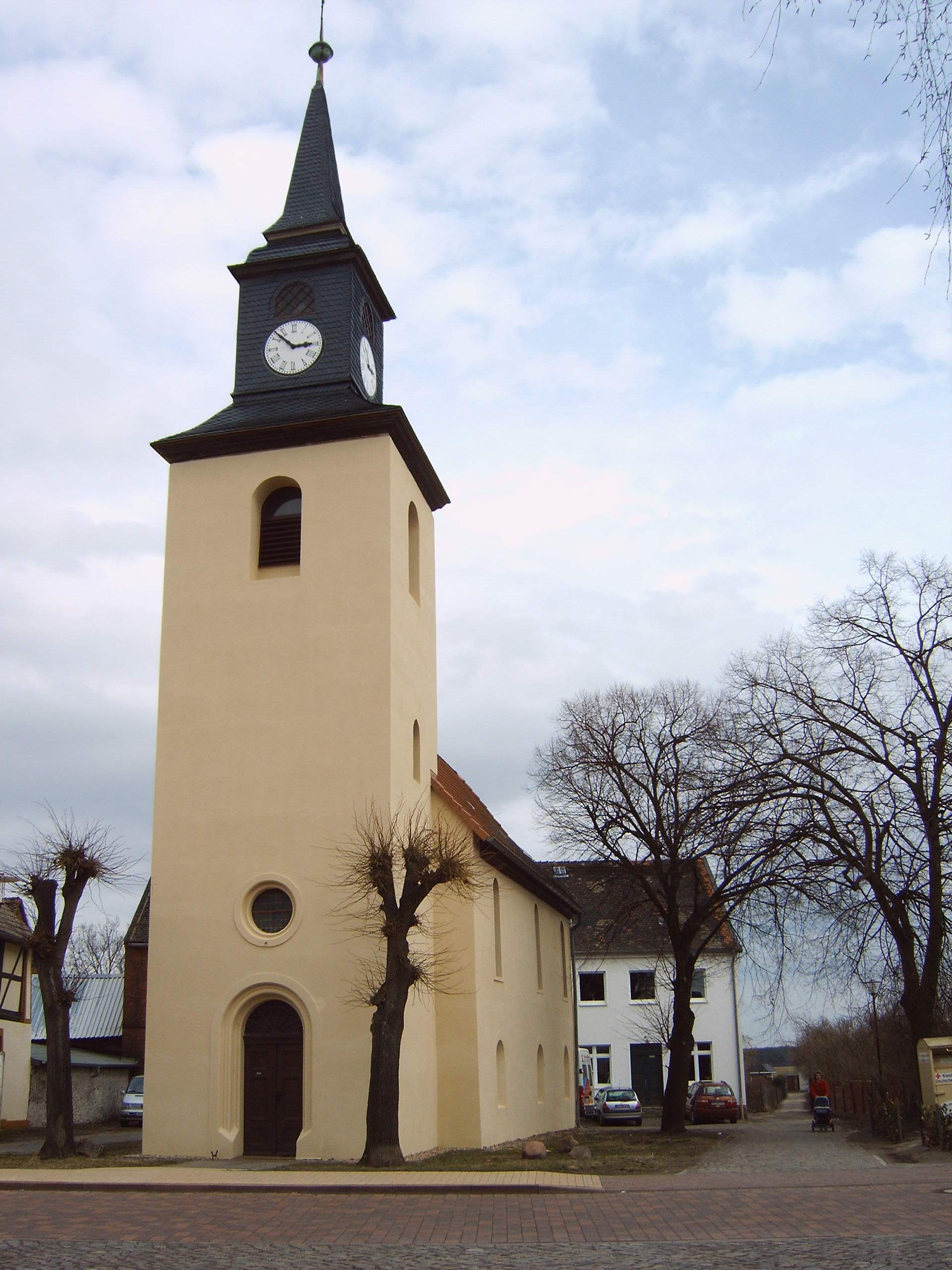
Sankt-Nikolai-Kirche

Die Sankt-Nikolai-Kirche ist die evangelische Kirche des Dorfes Glindenberg in Sachsen-Anhalt.

## Geschichte
Die Kirche dürfte wohl in der ersten Hälfte des 15. Jahrhunderts entstanden sein. Eine Erneuerung fand 1727 statt, bei der Turm und Schiff mittels einer Fachwerkkonstruktion erhöht worden sind. 1963 erfolgte eine schmucklose Restaurierung.
2004 wurde mit der Reparatur des Kirchturmes begonnen. Die Fachwerklaterne war komplett zu erneuern – nur einzelne Balken waren in wiedergebrauchsfähigem Zustand –, die Turmspitze wurde repariert und wie die Laterne neu verschiefert. Die drei Zifferblätter der Uhr konnten restauriert bzw. erneuert werden. Seit 2005 befinden sich nun Laterne und Spitze wieder am alten Platz mit reparierter Turmkugel und neu aufgesetzter Wetterfahne. Im gleichen Jahr konnte die Außenfassade der Kirche komplett saniert und bemalt werden. Außerdem sind seit 2007 bleiverglaste Buntglasfenster am gesamten Gebäude eingesetzt, die z. T. repariert bzw. erneuert worden sind.

## Architektur
Das rechteckige Kirchenschiff wurde mit Rundbogenfenstern in zwei Reihen versehen. Westlich des am östlichen Ende dreiseitig geschlossenen Kirchenschiffs befindet sich der quadratische Kirchturm. Er ist etwas in das Kirchenschiff einbezogen. Das obere aus Fachwerk bestehende Turmgeschoss ist mit Schiefer verkleidet. Die Turmspitze ist abgesetzt. Den Abschluss bildet eine Turmkugel mit aufgesetzter Wetterfahne.

## Inventar
Die Decke des Schiffs ist als Holztonne mit Stichkappen gestaltet. Sie wurde 2012 umfangreich saniert und mit überlieferten aufwändigen Kassetten bemalt. An der westlichen Seite befinden sich Reste barocker Emporen. Das darauf befindliche Orgelprospekt stammt aus dem letzten Viertel des 19. Jahrhunderts.
Bemerkenswert ist ein beschädigtes romanisierendes Kreuzigungsrelief, welches wohl aus der ersten Hälfte des 15. Jahrhunderts stammt. Das aus drei Figuren bestehende Relief mit Luna und Sol stammt aus der ehemaligen Kirchhofmauer und wurde nun im Turmbereich aufgestellt.
In der Kirche befinden sich auch zwei hölzerne Barockplastiken Mose und Salvator Mundi, die auf die Zeit um 1750 datiert werden. Darüber hinaus ist die Kirche in Besitz einer Bronzeglocke aus dem Jahr 1747. Die umfangreiche Inschrift verweist auf Christian See aus Magdeburg.
Eine aus Holz in Kelchform gestaltete Taufe stammt aus der zweiten Hälfte des 19. Jahrhunderts.
Seit 2006 hängt wieder ein barocker Taufengel in der Kirche. Er ist aus Holz, war farbig gefasst und stammt aus der ersten Hälfte des 18. Jahrhunderts. Für die Taufausstellung im Magdeburger Dom anlässlich des „Jahres der Taufe“ war er restauriert und dort ausgestellt worden. Seit 2013 dient er – seiner Bestimmung entsprechend – wieder bei den Taufhandlungen.